# Кап Ша (Квебек)
Кап Ша (фр. Cap-Chat) је град у Канади у покрајини Квебек. Према резултатима пописа 2011. у граду је живело 2.623 становника.

## Становништво
Према резултатима пописа становништва из 2011. у граду је живело 2.623 становника, што је за 5,5% мање у односу на попис из 2006. када је регистровано 2.777 житеља.
| 2006. | 2011. |
| ----- | ----- |
| 2.777 | 2.623 |